# Дамащи
Дамащи, Дамаши (узб. Damashi, Дамаши; Damachchi, Дамаччи) — канал в Ташкенте и Ташкентской области, правый отвод канала Калькауз (Катта-Калькауз), в который переходит большая часть его объёма. Иногда верхнее течение Калькауза и Дамащи рассматриваются в качестве единого канала.
Водный тракт Дамащи разделяется на участки, за которыми укрепились собственные названия. От головы до подхода к каналу Каракамыш на современных картах он именуется Кечкурук (узб. Qichqiriq, Қичқириқ). Далее 1 км пути пролегает по руслу сбросного канала Каракамыш. Участок между отделением от Каракамыша и разделением канала надвое с отходом Джуна, в современных источниках именуется собственно Дамаши или Дамарык (узб. Damariq, Дамариқ). Концевой отрезок после отхода Джуна представляет собой фактически самостоятельный канал и известен как Рамадан. Рамадан оканчивается водосбросом в канал Ащисай.

## Течение канала

### Кечкурук

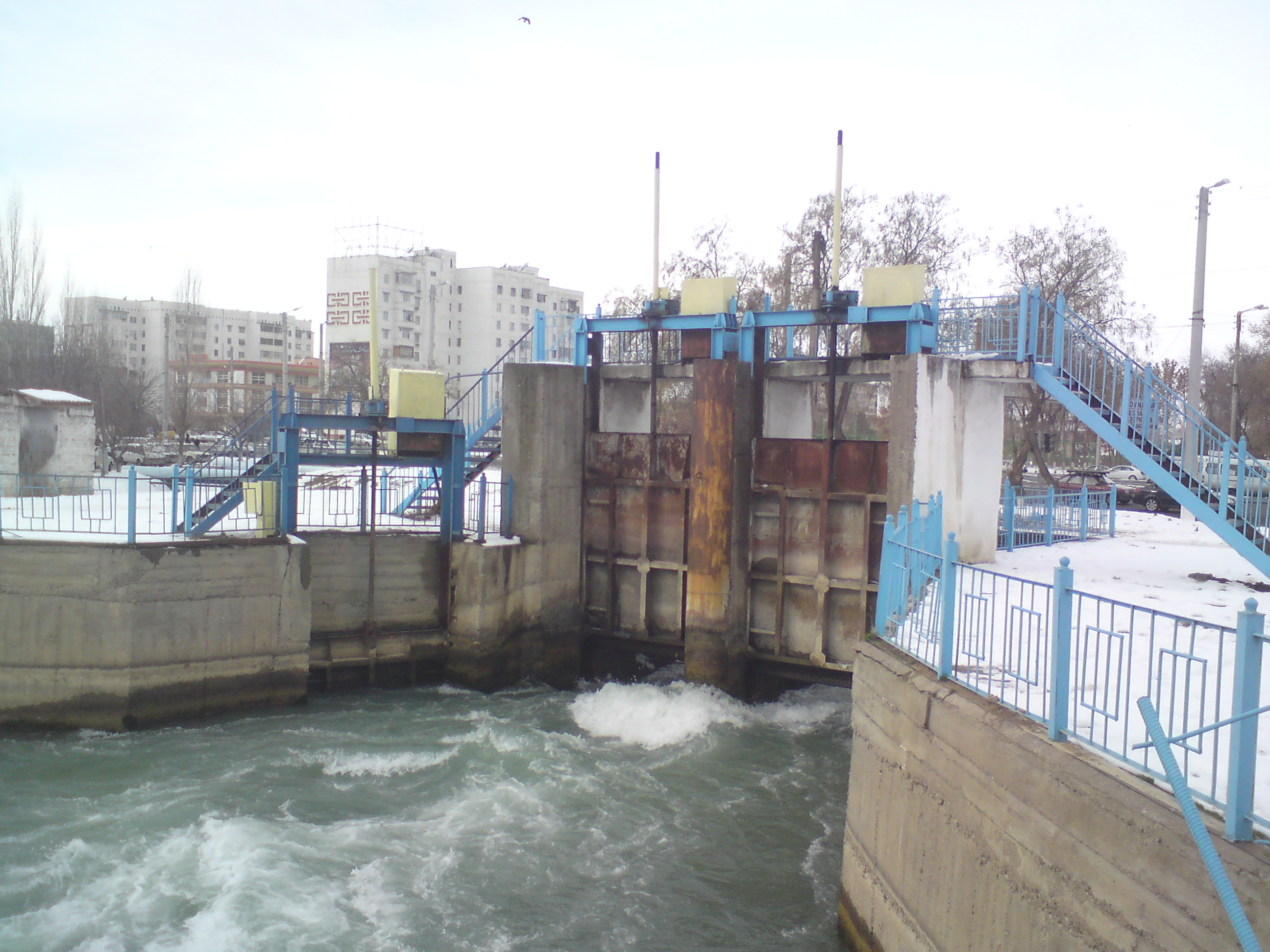
Водоотделитель. До разделения и влево после разделения — Калькауз, прямо после разделения — Кечкурук

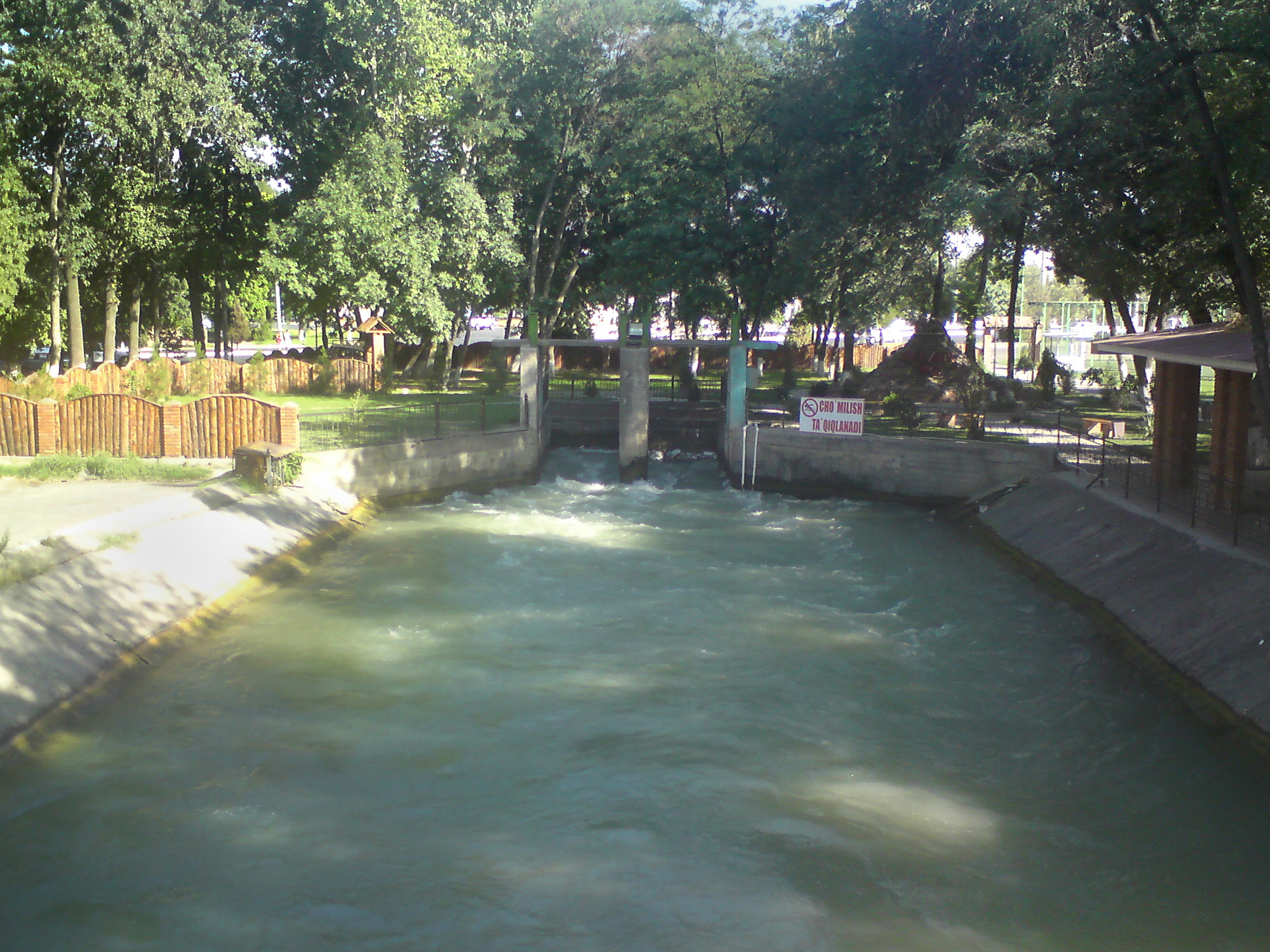
Кечкурук в «ПКиО Себзар»

Кечкурук берёт начало от водоотделителя в районе Тахтапуля, непосредственно перед улицей Гафура Гуляма. Являясь правым отводом Калькауза, он сохраняет направление его вышележащего участка и основной объём стока (порядка 99—99,5 %), в то время как сам Калькауз с меньшей частью воды уходит несколько вбок, к югу.
В целом канал течёт к северо-западу, на отдельных участках — к северу или к западу.

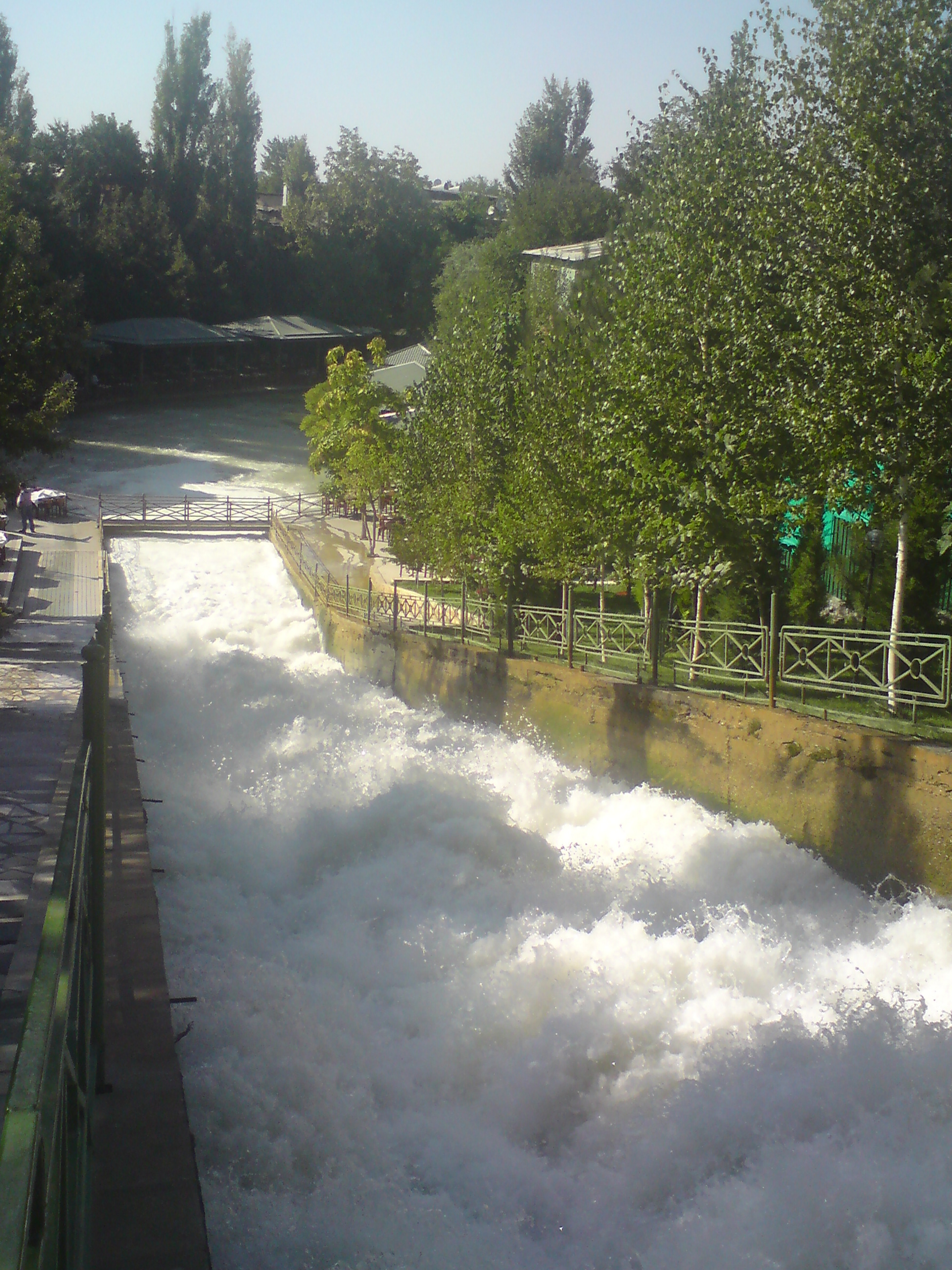
«Шаршара»

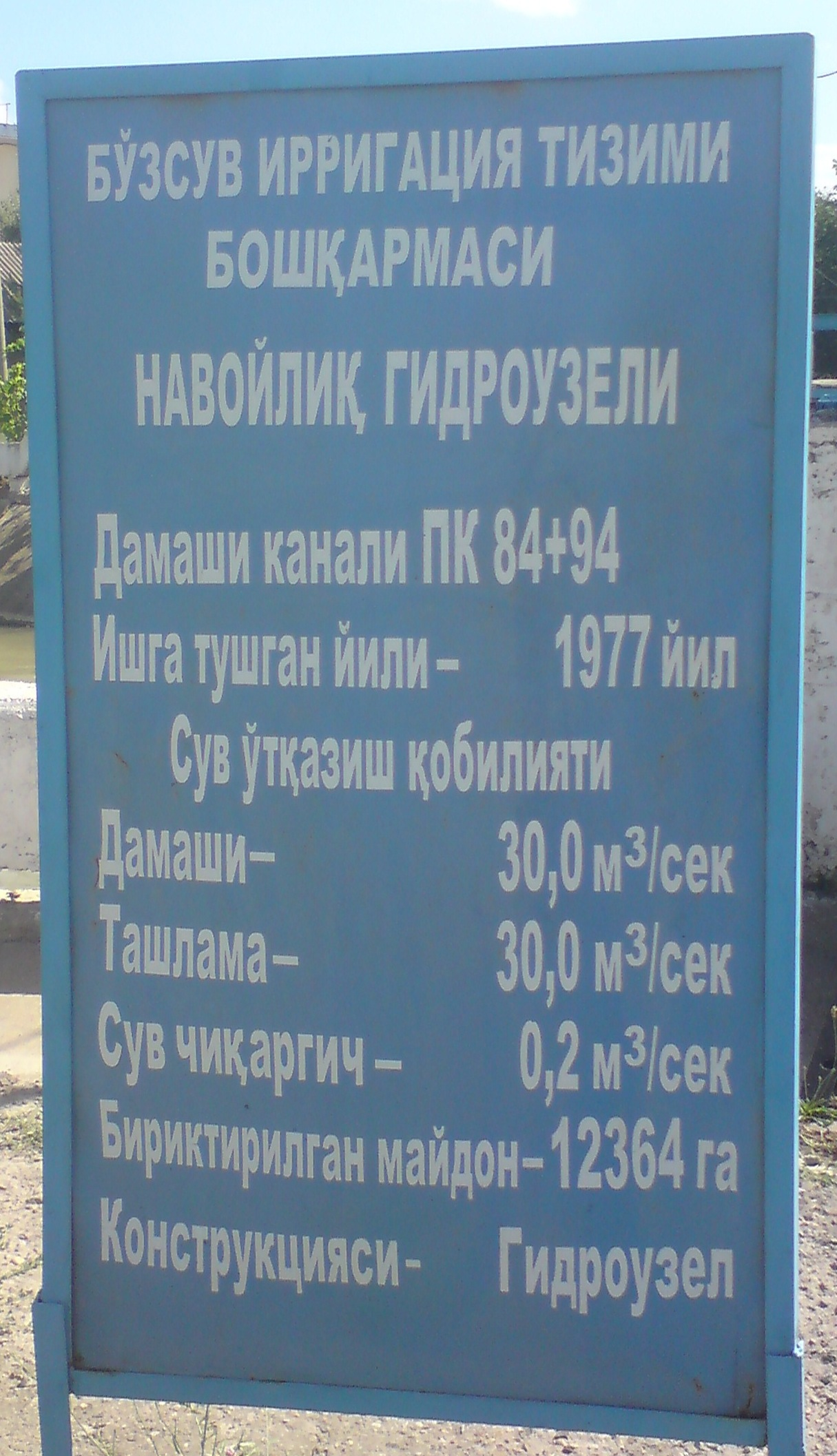
Технические характеристики гидроузла Навойлик

Кечкурук пересекает крупную улицу Гафура Гуляма (под землёй), Малую Кольцевую дорогу и улицу Карасарайскую. Вдоль него пролегает улица Тараккиёт. На берегах канала находятся Парк культуры и отдыха Себзар, микрорайон Северный Алмазар, кварталы 1/1, 1/2 и 1/3 жилого массива Каракамыш, средняя школа № 233, детский сад № 441. Улица в Алмазарском районе и махалля (микрорайон) на массиве Каракамыш, расположенные вблизи канала, носят его название.
В районе улицы Хасанова Кечкурук сливается с каналом Каракамыш. Тем самым Кечкурук связывает с этим каналом Бозсуйскую водную систему.
За ПКиО «Себзар» на Кечкуруке имеется участок с сильным уклоном (41°20′30″ с. ш. 69°15′16″ в. д.), создающим «Водопад» (узб. «Sharshara», «Шаршара»). «Шаршара» по достоинству причисляется к живописным местам Ташкента.

### Дамарык
Берёт начало от канала Каракамыш на одноимённом жилом массиве Алмазарского тумана. Сам Каракамыш здесь уходит вбок, на юго-запад (участок Каракамыша за разделением сейчас убран под землю), а Дамарык сохраняет большую часть его объёма и прежнее западное направление течения.
По берегам Дамарыка располагаются жилые кварталы Каракамыш 2/2, Каракамыш 2/5, Олимпия (слева) и Тансыкбаева (справа). В Ташкенте он пересекает улицы Уразбаева и Тансыкбаева, Ташкентскую кольцевую автомобильную дорогу. Между улицей Тансыкбаева и Кольцевой дорогой течение приобретает заметный уклон к северу.
У границы города, на гидроузле Навойлик, от канала отходит Катастрофический водосброс, впадающий в Каракамыш. Немного ниже Дамарык вбирает воды коллектора Майкурган.
В Зангиатинском тумане Ташкентского вилоята Дамарык соприкасается с территориями населённых пунктов Илгор, где поворачивает на юго-восток, и Куксарай. Незадолго до поворота на канале построен акведук, по которому проходит коллектор Солёный. Также канал пересекает железную дорогу Келес—Узбекистан и автодорогу Р-3.
В Куксарае, за автодорогой Р-3, Дамарык разделяется на каналы (арыки) Рамадан и Джун.

### Рамадан
Рамада́н — канал, продолжающий Дамарык вправо после его разделения на два канала. Течёт в юго-западном, затем в западном направлении, проходит через населённый пункт Акмал-Икрамов. Впадает в канал Ащисай.

## Экологическая обстановка
В последние годы вдоль Дамарыка устроена свалка древесного, строительного и бытового мусора, занимающая около 10 гектаров. Дым от массового сжигания отходов распространяется по территории целого ряда прилегающих массивов. Активистами-экологами также фиксировалось наличие построек неясного назначения в водоохранной зоне канала.

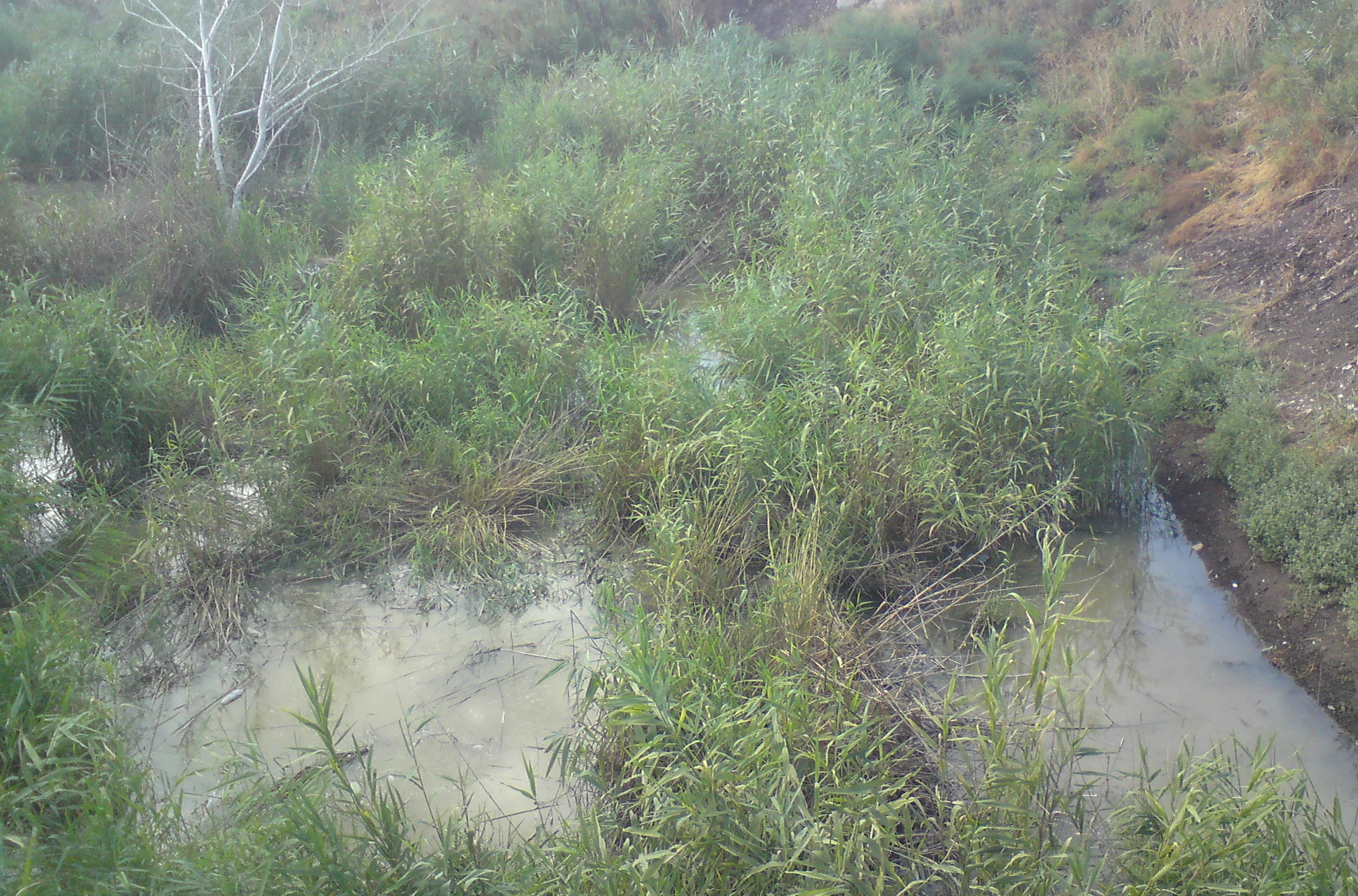
Карасу. Разлив близ свалки

## Каналы, питаемые водами Дамарыка
Карасу́ — канал на левобережье Дамарыка, питаемый его водами, расположен в черте города. Выходит на поверхность около детского сада № 65, за домом № 32 по улице Мухбир снова уходит под землю, вновь появляется близ школы № 278. Тянется вдоль улицы Мухбир.
Джун — левый отвод Дамарыка после его разделения на два канала. Течёт в юго-западном, затем в южном направлении, соприкасается с территориями населённых пунктов Назарбек, Янгитурмуш и Батыр. Впадает в арык Батыр.